# Classe Amphion
Pour les autres classes de navires du même nom, voir Classe A.
La classe Amphion, parfois nommée classe A, est une classe de sous-marins de la Royal Navy, la dernière construite pendant la Seconde Guerre mondiale.

Un exemplaire de cette classe, le HMS Alliance est toujours visible au Royal Navy Submarine Museum de Gosport.

## Conception
Elle a été commandée en 1943, par l'Amirauté britannique pour répondre aux besoins du nouveau théâtre de guerre dans l'océan Pacifique et l'Extrême-Orient après l'attaque de Pearl Harbor.
Seulement 16 sous-marins ont été achevés sur les 46 prévus à l'origine. Ils furent conçus à l'origine pour remplacer ceux de classe S et de Classe T trop lents et incapables de plonger assez profondément pour être adaptés aux eaux profondes du Pacifique.
Leur fabrication fut rendue rapide avec une coque entièrement soudée et fabriquée en sections. Chaque sous-marin sorti fut réalisé en environ 8 mois (en comparaison des 15 mois de la classe T).
Il possédait désormais une climatisation efficace pour l'Extrême-Orient.

## Service
Seuls 2 sous-marins achevés avant la fin de la guerre furent lancés : le HMS Amphion en août 1944 et le HMS Astute en janvier 1945.
Après la guerre, les unités en achèvement reçurent des modifications techniques importantes. Comme les survivants de classe T, ils furent équipés d'un mât de Schnorchel, d'un radar pouvant être utilisé en immersion périscopique et d'un périscope de nuit pour répondre à leurs nouvelles missions en réponse à la Guerre froide du début des années 1950.
Une refonte fut réalisée entre 1955 et 1960 avec un nouveau profilage de l'étrave (avant), la suppression des canons de pont et des tubes lance-torpilles externes, pour améliorer la vitesse et les rendre plus silencieux aux sonars soviétiques.
Ils servirent durant près de trois décennies au service du Royal Navy Submarine Service et remplacés progressivement par la classe Porpoise et la classe Oberon.

## Les sous-marins de classe Amphion
- Dix ont été construits au chantier naval de Vickers-Armstrongs à Barrow-in-Furness.

| N° de coque | Nom           | Lancement         | Service effectif | Fin de carrière                                            |
| ----------- | ------------- | ----------------- | ---------------- | ---------------------------------------------------------- |
| P439        | HMS Amphion   | 31 août 1944      | 27 mars 1945     | vendu le 24 juin 1971 pour démolition                      |
| P447        | HMS Astute    | 30 janvier 1945   | 30 juin 1945     | vendu le 2 septembre 1970 pour démolition                  |
| P419        | HMS Auriga    | 29 mars 1945      | 12 janvier 1946  | vendu le 14 novembre 1974                                  |
| P426        | HMS Aurochs   | 28 juillet 1945   | 7 février 1947   | vendu le 7 février 1967                                    |
| P415        | HMS Alcide    | 12 avril 1945     | 18 octobre 1946  | vendu le 18 juin 1974                                      |
| P416        | HMS Alderney  | 25 juin 1945      | 10 décembre 1946 | vendu le 6 juin 1972                                       |
| P417        | HMS Alliance  | 28 juillet 1945   | 14 mai 1947      | Royal Navy Submarine Museum (1981) National Historic Fleet |
| P418        | HMS Ambush    | 24 septembre 1945 | 22 juillet 1947  | vendu le 24 juin 1971 pour démolition                      |
| P422        | HMS Anchorite | 22 janvier 1946   | 18 novembre 1947 | vendu le 28 juillet 1970 pour démolition                   |
| P423        | HMS Andrew    | 6 avril 1946      | 16 mars 1948     | vendu le 5 mai 1977 pour démolition                        |

- Trois sous-marins ont été construits au chantier naval Cammell Laird de Birkenhead.

| N° de coque | Nom        | Lancement      | Service effectif | Fin de carrière       |
| ----------- | ---------- | -------------- | ---------------- | --------------------- |
| P421        | HMS Affray | 12 avril 1944  | 25 novembre 1945 | démoli en juin 1951   |
| P427        | HMS Aeneas | 9 octobre 1945 | 31 août 1946     | démoli en 1974        |
| P441        | HMS Alaric | 18 mai 1946    | 11 décembre 1946 | vendu le 24 juin 1971 |

- Deux ont été construits par Scotts Shipbuilding and Engineering Company de Greenock

| N° de coque | Nom         | Lancement    | Service effectif | Fin de carrière           |
| ----------- | ----------- | ------------ | ---------------- | ------------------------- |
| P449        | HMS Artemis | 28 août 1946 | 17 août 1947     | vendu le 1er juillet 1971 |
| P456        | HMS Artful  | 22 mai 1944  | 23 février 1948  | vendu en juin 1972        |

- Un sous-marin été construit par Chatham Dockyard

| N° de coque | Nom         | Lancement    | Service effectif | Fin de carrière |
| ----------- | ----------- | ------------ | ---------------- | --------------- |
| P411        | HMS Acheron | 26 août 1947 | 17 avril 1948    | démoli en 1972  |

- Deux sous-marins prévus au Plymouth Dockyard n'ont pas été achevés.

| N° de coque | Nom         | Lancement         | Service effectif | Fin de carrière                     |
| ----------- | ----------- | ----------------- | ---------------- | ----------------------------------- |
| P414        | HMS Ace     | 15 mars 1945      |                  | vendu en 1950 juin 1950             |
| P433        | HMS Achates | 20 septembre 1945 |                  | démoli en 1950 comme bâtiment-cible |